# 斉藤辰夫
斉藤 辰夫（さいとう たつお、1957年 - ）は日本料理研究家、斉藤辰夫料理スタジオ主宰。大阪府出身。

## 経歴
大阪あべの辻調理師専門学校に入学し、1977年に同校の教職員として日本料理の教授となる。84年から3年間，パリ、スイス、ワシントンの日本大使館に料理長として出向，その後、1997年にエコール・キュリネール国立で日本料理専任教授となる。2000年3月に円満退職して東京・国立で料理教室斉藤辰夫料理スタジオを開く。

## 出演
- 『輝け!噂のテンベストSHOW』
- 『どっちの料理ショー』
- 『きょうの料理』
- 『あさイチ』

## 書籍
- 『斉藤辰夫の料理道場 PART1』学研ムック、1995年1月1日。
- 『どっちの料理ショー（よみうりテレビ+ハウフルス編』ブックマン社、1997年6月20日。ISBN 4-89308-318-X。
- 『どっちの料理ショー3（よみうりテレビ+ハウフルス編』ブックマン社、1998年12月15日。ISBN 4-89308-354-6。
- 『極うまっ!便利だし』永岡書店、2002年1月。ISBN 4-52242-056-0。
- 『極うまっ!居酒屋おつまみ―わが家で楽しむ』永岡書店、2004年1月。ISBN 4-52242-072-2。
- 『斉藤辰夫のおいしい和食コツのコツ。―お料理1年生でも"ちゃんと"作れます!』主婦と生活社、2005年1月。ISBN 4-39162-076-6。
- 『全プロセスつき！基本の和食』主婦と生活社、2010年1月。ISBN 4-39113-964-2。
- 『煮もの』主婦と生活社、2015年6月。ISBN 4-39114-625-8。
- 『焼きもの』主婦と生活社、2016年11月11日。
- 『きょうの料理 斉藤辰夫のいちばんかんたんな和食―5つのルールで必ずおいしい』NHK出版、2018年1月9日。ISBN 4-14199-262-3。